# Ralph Asher Alpher
Ralph Asher Alpher, ameriški fizik in kozmolog, * 3. februar 1921, Washington, ZDA, † 12. avgust 2007, Austin, Teksas, ZDA.
Alpher je leta 1948 napovedal kozmično mikrovalovno prasevanje ozadja iz prapoka. Skupaj z Gamowom je leta 1948 v reviji Physical Review objavil Članek αβγ o fiziki prapoka.
Skupaj z Robertom Hermanom je leta 1993 za svoje znanstveno delo na področju kozmologije in še posebej za napoved prasevanja prejel medaljo Henryja Draperja.